# Metassamia furcidens
Metassamia furcidens – gatunek kosarza z podrzędu Laniatores i rodziny Assamiidae.

## Występowanie
Gatunek wykazany z indyjskiego stanu Asam.